# Roots and Wings (album av James Bonamy)
Roots and Wings är det andra studioalbumet av countryartisten James Bonamy. Det släpptes den 24 juni 1997.

## Låtlista
1. "Roots and Wings" (Bill Anderson, Skip Ewing) – 3:58
2. "The Swing" (Robert Ellis Orrall, Bob Regan) – 3:23
3. "Naked to the Pain" (Don Pfrimmer, Richard Wold) – 3:45
4. "I Knew I'd Need My Heart Someday" (James Bonamy, Pat Bunch, Doug Johnson) – 2:35
5. "Daddy Never Had a Chance in Hell" (Roger Springer, Tony Martin) – 3:333
6. "The Heart Stops the Clock" (Bunch, Chuck Jones) – 3:05
7. "Some Things I Know" (Sally Barris, Burton Collins) – 3:05
8. "Long As I Got You" (Ewing, Don Sampson) – 2:32
9. "Little Blue Dot" (Susan Longacre, Rick Giles) – 4:28
10. "When God Dreams" (Bunch, Johnson) – 3:04

## Medverkande
- James Bonamy – sång
- Joe Chemay – basgitarr
- Larry Franklin – fiol
- Paul Franklin – pedal steel guitar
- John Hobbs – keyboard, stråkar
- Michael Jones – bakgrundssång
- Paul Leim – trummor, slagverk
- Liana Manis – bakgrundssång
- Terry McMillan – munspel, slagverk
- Blue Miller – elgitarr, bakgrundssång
- Brent Rowan – elgitarr
- Billy Joe Walker, Jr. – akustisk gitarr
- Biff Watson – akustisk gitarr, mandolin
- Curtis Young – bakgrundssång